# Subaru FF-1
La Subaru FF-1 est un ancien modèle de voiture Subaru.

## Histoire
La Subaru FF-1 a été développée sur la traction avant de la Subaru 1000. 6 motorisations étaient disponibles de 1 L à 1,3 L présentant des puissances de 47 ch à 80 ch.